# Новомиколаївська сільська рада (Ленінський район)
Новомикола́ївська сільська́ ра́да — адміністративно-територіальна одиниця та орган місцевого самоврядування в Ленінському районі Автономної Республіки Крим. Адміністративний центр — село Новомиколаївка.

## Загальні відомості
- Населення ради: 1 405 осіб (станом на 2001 рік)

## Населені пункти
Сільській раді підпорядковані населені пункти:
- с. Новомиколаївка

## Склад ради
Рада складається з 16 депутатів та голови.
- Голова ради: Вердибоженко Світлана Іванівна

### Керівний склад попередніх скликань
| Прізвище, ім'я, по батькові    | Основні відомості | Дата обрання | Дата звільнення |
| ------------------------------ | --- | ------------ | --------------- |
| Вердибоженко Світлана Іванівна | Сільський голова, 1957 року народження, освіта середня загальна, член Соціал-демократичної партії України (об'єднаної) | 26.03.2006   | 31.10.2010      |
| Вердибоженко Світлана Іванівна | Сільський голова, 1957 року народження, освіта середня загальна, позапартійна                                          | 31.10.2010   |                 |

Примітка: таблиця складена за даними сайту Верховної Ради України

### Депутати
За результатами місцевих виборів 2010 року депутатами ради стали:

#### За суб'єктами висування
| Суб'єкт висування | Кількість обраних депутатів | %  |
| ----------------- | --------------------------- | -- |
| Партія регіонів   | 12                          | 75 |
| Самовисування     | 4                           | 25 |

#### За округами
| № округу        | Прізвище, ім'я, по батькові       | Дата визнання обраним | Освіта             | Партійна приналежність | Відомості про обраного депутата                            |
| --------------- | --------------------------------- | --------------------- | ------------------ | ---------------------- | ---------------------------------------------------------- |
| Партія регіонів |                                   |                       |                    |                        |                                                            |
| 2               | Волосацька Олена Романівна        | 02.11.2010            | середня спеціальна | член Партії регіонів   | Новомиколаївська сільська рада, гол.бухгалтер              |
| 3               | Садла Мамет Алієвич               | 02.11.2010            | середня            | член Партії регіонів   | Новомиколаївська сільська рада, водій                      |
| 4               | Баранова Антоніна Анатоліївна     | 02.11.2010            | середня            | член Партії регіонів   | пенсіонер                                                  |
| 5               | Пташник Олена Володимирівна       | 02.11.2010            | вища               | член Партії регіонів   | Новомиколаївська загальноосвітня школа І-ІІІ ст., вчитель  |
| 6               | Ступакова Ольга Михайлівна        | 02.11.2010            | середня спеціальна | член Партії регіонів   | дитячий садок, завідувачка                                 |
| 8               | Казак Юлія Володимирівна          | 02.11.2010            | вища               | член Партії регіонів   | ООО «Волна Азова», гол. бухгалтер                          |
| 9               | Папченко Тетяна Петрівна          | 02.11.2010            | вища               | член Партії регіонів   | Новомиколаївська загальноосвітня школа І-ІІІ ст., вчитель  |
| 10              | Колос Любов Георгіївна            | 02.11.2010            | вища               | член Партії регіонів   | Новомиколаївська сільська рада, землевпорядник             |
| 11              | Дух Ігор Михайлович               | 02.11.2010            | середня            | член Партії регіонів   | КП «Керчводоканал», водій                                  |
| 12              | Нестерова Світлана Олександрівна  | 02.11.2010            | вища               | член Партії регіонів   | Новомиколаївська сільська рада, секретар                   |
| 13              | Куртмеметова Меріем Куртнезірівна | 02.11.2010            | середня спеціальна | позапартійна           | Новомиколаївський дошкільний навчальний заклад, вихователь |
| 15              | Глинний Олег Олександрович        | 02.11.2010            | середня спеціальна | член Партії регіонів   | тимчасово не працює                                        |
| Самовисування   |                                   |                       |                    |                        |                                                            |
| 1               | Рамазанов Сулейман Шакірович      | 02.11.2010            | середня            | позапартійний          | тимчасово не працює                                        |
| 7               | Нафеєва Олена Миколаївна          | 02.11.2010            | середня спеціальна | позапартійна           | приватний підприємець                                      |
| 14              | Багаєв Микола Анатолійович        | 02.11.2010            | середня            | позапартійний          | КП «Ленводоканал», токар                                   |
| 16              | Іванова Євгенія Олександрівна     | 02.11.2010            | середня            | член Партії регіонів   | ОАО «Ощадбанк», контролер                                  |